# 瞼の母 (1962年の映画)
『瞼の母』（まぶたのはは）は、1962年1月14日に東映が配給した、加藤泰監督による時代劇映画で、主演は中村錦之助。原作は長谷川伸。

## 配役
- 中村錦之助 : 番場の忠太郎
- 松方弘樹 : 金町の半次郎
- 木暮実千代 : おはま
- 大川恵子 : お登世
- 中原ひとみ : おぬい
- 夏川静江 : おむら
- 瀬川路三郎 : 飯岡の助五郎
- 徳大寺伸 : 突き膝の喜八
- 阿部九州男 : 宮の七五郎
- 原健策 : 素盲の金五郎
- 山形勲 : 鳥羽田要助
- 明石潮 : 仙台屋与五郎
- 河原崎長一郎 : 伊勢屋長二郎
- 松浦築枝 : おもと
- 赤木春恵 : おふみ

## スタッフ
- 監督 : 加藤泰
- 企画 : 橋本慶一
- 撮影 : 坪井誠
- 美術 : 稲野実
- 音楽 : 木下忠司
- 原作 : 長谷川伸
- 編集 :  河合勝巳
- 脚本 :  加藤泰

## 同時上映
- 『大江戸評判記 美男の顔役』